# Schismatoglottis josefii
Schismatoglottis josefii är en kallaväxtart som beskrevs av Alistair Hay. Schismatoglottis josefii ingår i släktet Schismatoglottis och familjen kallaväxter. Inga underarter finns listade.